# アサダ
アサダ株式会社（英: ASADA CO., LTD.）は、愛知県名古屋市に本社をおく、Asadaブランドの配管機械・工具、環境機器を主力とする製造販売企業。旧社名は東海鉄工所。
1953年（昭和28年）に日本で初めて配管用可搬式電動パイプマシンを開発した。

## 概要
パイプマシンと丸棒にねじ切りをする可搬式ボルトねじ切り機「ボルトマシン」を主力とした、水道・ガス配管用機器と設備機器メーカーとして知られる。現在パイプマシンのシェアは、世界トップクラスシェアを確保。
配管用鋼管が錆対策により被覆鋼管（ライニング鋼管）に変化した時期、水道（給水・給湯）工事に使用する内被服鋼管の切断は、従来使用されていたパイプカッターでは、カッターを回転と同時に押し付ける事より鋼管と内被覆樹脂の剥離が起こり、その部分から錆が発生するという理由から、国土交通省「公共建築工事標準仕様書」で使用が禁止される。そして鋸による内被覆鋼管の切断が推奨されることになった。1981年（昭和56年）、配管機器メーカーの中でいち早く可搬式帯鋸盤「バンドソー」を開発して一躍ヒット商品となる。これにより、パイプマシンでねじ切り配管工事の全てを行うという工程が、まずバンドソーで被覆鋼管を切断してパイプマシンでねじ切りを行うという作業手順に変化した。同業他社や電動機器メーカーもその後追従して同様機種を発売したが、バンドソーのトップシェアは長い間続いた。
1976年（昭和51年）、銅配管機器と工具についてドイツのローテンベルガーと業務提携し、「Rシステム」の名称でロウ付け機器・工具を国内販売する。銅管の給水・給湯配管のシステム工具から、次に空調冷媒のフロンガス環境問題に取り組み、フロンガス回収機器の販売を展開する。現在、業務用冷凍機分野においてはフロンガス回収機器No.1のシェアを持つ。なお、パイプマシンは、ローテンベルガーにOEM供給をしている。
日本国内でのガス配管は、現在は耐震性より多くはポリエチレン管に変化している。また、給水・給湯も配管工法が変化し、ヘッダー工法やEF（エレクトロフュージョン）工法により鋼管の使用は激減、ポリエチレン管、架橋ポリエチレン管やポリブテン管に代わっている。以上の状況により、パイプマシンはタイ王国・バンコクに工場を設立してコストダウンと販売市場を海外主体に変更、高級機種から普及機種まで製造販売している。

## 沿革
- 1941年 - 初代社長の浅田末吉が名古屋市に合名会社東海鉄工所を創立。
- 1953年 - 国産初の配管用可搬式電動パイプねじ切機「パイセット」開発。
- 1964年 - 販売会社として東海機械株式会社を設立。
- 1972年 - 小型軽量ねじ切機パイセット「パンダ」開発。
- 1973年 - 排水管清掃機「ドレンクリーナ」開発。
- 1976年 - ドイツ・ローテンベルガ－社と業務提携。「Rシステム」銅管工具発売。
- 1979年 - アサダ株式会社に社名変更し、製販合併。
- 1981年 - 通産省中小企業技術改善補助金を受け、可搬式帯鋸盤「バンドソー120」開発。
- 1987年 - 米国リッチ－社の空調工具「イエロージャケット」発売。
- 1989年 - 高圧洗浄機「ハイプレッシャークリーナ」開発。
- 1993年 - 台湾に現地法人「台湾浅田股　有限公司」設立。バンコクに「アサダタイランド社」設立し、高圧洗浄機の生産開始。
- 1995年 - 国内初となるフロン回収装置「OZセーバー」通産省認定を取得し発売。
- 1999年 - 海外本格工場としてタイ・バンコクに「アサダマシナリー」を設立。
- 2000年 - NEDO委託事業「可搬式フロン分解装置の研究開発」委託。
- 2003年 - 本社サイトにて環境マネジメントシステムISO14001の認証取得。
- 2005年 - フロン回収・再生装置「エコサイクル」 シリーズ発売。
- 2007年 - 第39回ユニバーサル国際技能五輪に商品協賛 配管職種部門で使用される。
- 2010年 - アサダ・ベトナム社設立。

## 主な商品
ねじ切機・配管工具・鋸盤・銅管工具・フロン回収再生装置・冷凍空調工具・エアコン洗浄・リフト・高圧洗浄機・排水管洗浄機・管内検査機器・溶接機器

## 受賞表彰歴
- 1995年 - 中小企業研究センター賞 （現「グッドカンパニー大賞」）受賞。長年の開発技術振興に対して、科学技術庁長官賞受賞[10]。
- 1997年 - 通産省より輸入促進貢献企業として表彰を受ける。
- 2001年 - 第4回「オゾン層保護大賞」優秀賞受賞[11]。
- 2003年 - 名古屋商工会議所「モノづくりブランドNAGOYA」顕彰企業に選定される[12]。
- 2004年 - 愛知県より、独自の技術や高品質の製品を持つとして「愛知ブランド企業」に認定される。
- 2006年 - 愛知環境賞「名古屋市長賞」受賞[13]。
- 2007年 - 第10回オゾン層保護・地球温暖化防止大賞「環境大臣賞」受賞[14]。
- 2008年 - 米国環境保護庁（EPA）「オゾン層保護賞」受賞[15]。
- 2011年 - 帯電分離式フロン回収・再生装置「エコサイクルオーロラ」の開発で平成22年度名古屋市工業技術グランプリ（財）名古屋産業振興公社理事長賞を受賞[16][2][17]。
- 2011年 - 社長の浅田一吉に旭日双光章を授与される[18]。